# Question de scrupules
Question de scrupules est un jeu de société développé par Henry Makow et traduit en 5 langues et vendu à 7 millions d'exemplaires dans le monde.